# Día Nacional del Idioma Guaraní

Áreas donde se habla el idioma guaraní

El Día Nacional del Idioma Guaraní es una conmemoración anual que se celebra en Paraguay todos los 25 de agosto desde 1967, fecha en la que fue promulgada la Constitución Nacional de dicho país, en la que por primera vez el guaraní, un idioma de la familia tupí-guaraní, fue reconocido como lengua nacional y obtuvo rango jurídico. El guaraní, asimismo, se habla también en distintas variantes en zonas de Argentina, Brasil y Bolivia, y tiene un total aproximado de 6.5 millones de hablantes. En Uruguay, por el contrario, solo quedó cierta toponimia de origen guaraní.

## Cronología de la evolución oficial
La promulgación de 1967 en la Constitución de Paraguay tuvo como objetivo dar libertad para que la ciudadanía hablara libremente en dicha lengua sin la preocupación de ser discriminado por ello. Más tarde en 1992 el guaraní se reconoció como lengua oficial junto al español y desde entonces se enseña en las instituciones educativas.
En agosto de 2018 se aprobó el alfabeto guaraní, un trabajo realizado por la Academia de la Lengua Guaraní y en 2019 la gramática oficial.

## Historia digital del guaraní
La primera página web en guaraní se hizo en Alemania: fue publicada en 1995 con el nombre de Guarani Ñanduti Rogue, incluía informaciones sobre la lengua y la cultura guaraní, así como de la cultura popular paraguaya. Fue inaugurada por el doctor Wolf Lusting, de la Universidad de Maguncia, Alemania.
La Wikipedia en guaraní se inició en 2005. La versión se denomina Vikipetã y cuenta con casi 4.000 artículos.